# Maxime Vaultier
Maxime Vaultier ComC • GOI (1898 - 1969) foi um cidadão francês, que se destacou como um empresário e arqueólogo em Portugal.

## Biografia
Exerceu como gerente na firma de mecânica H. Vaultier & C.ª, na cidade de Lisboa, tendo sido responsável por transformar a pequena empresa de oficina criada por Henry Vaultier num grande conglomerado com várias filiais em Portugal e nas colónias. Também foi conselheiro na Câmara do Comércio Exterior de França, e administrador da companhia francesa SCIPAT.
Também se dedicou à arqueologia, tendo feito várias prospecções ao longo da costa portuguesa na primeira metade do Século XX, à procura de vestígios paleolíticos. Era sócio da Société Préhistorique Ariège-Pyrénées, tendo sido responsável por vários trabalhos na área, a título individual ou em colaboração com arqueólogos portugueses.
Casou com Christiane Blanche Magnez a 7 de Fevereiro de 1928 em Paris; teve duas filhas: Elisabeth Hélène Mireille Vaultier e Jacqueline Christiane Anne-Marie Vaultier (casou com Marcello Duarte Mathias 16 de novembro de 1966 em Cascais e teve dois filhos: Nuno Vaultier Mathias e Marcelo Vaultier Mathias).

## Obras e artigos publicados
- Le dolmen de Casal do Penedo (Verdelha dos Ruivos) (1940)
- Estação Eneolítica de S. Lourenço (1940)
- Les plages anciennes portugaises entre les caps d'Epichel et Carvoeiro et leurs industries paléolithiques (Bulletin des Etudes Portugaises, 1942)
- Première prospection paléolithique en Algarve: comunicação apresentada à 7.ª secção do Congresso Luso-Espanhol, no Pôrto em 18 de Junho de 1942 (1943)
- Braceletes de ouro de Atouguia da Baleia: Peniche (Boletim da Junta de Província da Estremadura, 1945)
- Gruta da nascente do rio Almonda (Trabalhos de Antropologia e Etnologia, 1947)
- La coupe de la grotte de Porto Covo: pres de Cascais - Portugal (Crónica del IV Congresò Internacional de Ciências Prehistoricas y Protohistóricas, 1954)
- Vasos de "tipo campaniforme" de países longínquos (Actas e memórias do I Congresso Nacional de Arqueologia, 1959)
- Novas escavações na gruta da Ponte da Lage (Oeiras) (Actas e memórias do I Congresso Nacional de Arqueologia, 1959)
- Les industries paléolithiques des plages quaternaires du Minho (1962)
- Nota acerca de um machado de Bronze Atlântico (1962)
- L'industrie du gisement d' Evoramonte (Alentejo) (O arqueólogo português, 1968)

## Prémios e homenagens
Maxime Vaultier foi honrado com comendas na Ordem Militar de Cristo em 21 de Dezembro de 1936 e na Ordem de Mérito Industrial em 17 de Dezembro de 1934, tendo ascendido ao grau de Grande Oficial do Mérito Industrial em 2 de Novembro de 1945.